# Peter Persyn
Peter Persyn (nascut a Brasschaat el 2 de desembre del 1962) és un polític belga flamenc del partit de la Nova Aliança Flamenca (N-VA) i membre flamenc del parlament belga. Va estudiar medicina i antropologia a la KU Leuven de Lovaina i malalties tropicals a la Universitat d'Anvers. En acabar, va fer investigació de camp al Congo. Després es va establir de metge generalista a Lovaina. El 2009 va entrar com a membre actiu al N-VA del departament de Tervuren i el 2011 va presidir el partit al departament de Lovaina. El 2014 va substituir Ben Andyts al parlament flamenc.